# Lauri Korpikoski
Lauri Korpikoski (ur. 28 lipca 1986 w Turku) – fiński hokeista, reprezentant Finlandii, olimpijczyk.

## Kariera
- TPS U16 (2001-2002)
- TPS U18 (2002-2004)
- TPS U20 (2003-2006)
- TPS (2004-2006)
  -  Suomi U20 (2006)
- Hartford Wolf Pack (2006-2009)
- New York Rangers (2008-2009)
- Phoenix Coyotes (2009-2015)
  -  TPS (2012)
- Edmonton Oilers (2015-2016)
- Dallas Stars (2016-2017)
- Columbus Blue Jackets (2017)
- ZSC Lions (2017-2018)
- TPS (2018-)

Wychowanek klubu Turku. W drafcie NHL z 2004 został wybrany przez New York Rangers. Od 2006 występował w klubie farmerskim, Hartford Wolf Pack, a od 2008 w zespole Rangers. Od lipca 2009 roku zawodnik Phoenix Coyotes (w drodze wymiany za Rosjanina, Enwera Lisina). Podpisał wówczas dwuletnią umowę. W lipcu 2011 przedłużył kontrakt o dwa lata. Od października 2012 do listopada 2013 na okres lokautu w sezonie NHL (2012/2013) związał się z macierzystym klubem TPS. Od lipca 2015 zawodnik Edmonton Oilers (w czerwcu 2016 jego kontrakt został wykupiony przez klub). Od października 2016 zawodnik Dallas Stars. Od marca 2017 zawodnik Columbus Blue Jackets. Od października 2017 zawodnik ZSC Lions. W maju 2018 ponownie został zawodnikiem TPS.
Uczestniczył w turniejach mistrzostw świata w 2010, 2013, zimowych igrzysk olimpijskich 2014, Pucharu Świata 2016.

## Sukcesy
Reprezentacyjne
- Brązowy medal mistrzostw świata juniorów do lat 20: 2006
- Brązowy medal zimowych igrzysk olimpijskich: 2014

Klubowe
- Puchar Wiktorii: 2008 z New York Rangers
- Złoty medal mistrzostw Szwajcarii: 2018 z ZSC Lions

Indywidualne
- Mistrzostw Świata Juniorów do lat 18 w 2004:
  - Pierwsze miejsce w klasyfikacji asystentów turnieju: 6 asyst (ex aequo z siedmioma innymi)
  - Pierwsze miejsce w klasyfikacji kanadyjskiej turnieju: 11 punktów (ex aequo z Petteri Nokelainen, Lauri Tukonen, Roman Wołoszczenko)
  - Pierwsze miejsce w klasyfikacji +/- turnieju: +10